# Света Марина (дем Бер)
Вижте пояснителната страница за други значения на Света Марина.
Света Марина (на гръцки: Αγία Μαρίνα, Агия Марина) е село в Република Гърция, дем Бер (Верия) на област Централна Македония.

## География
Селото е разположено на 40 m надморска височина, на 10 km северно от демовия център Бер (Верия), на 13 km югоизточно от Негуш (Науса) и на 2 източно от село Янчища (Агиос Георгиос).

## История

### В Османската империя
Църквата „Света Марина“ в Старото село е от 1700 година.
В XIX век Света Марина е село в Берска каза на Османската империя. Александър Синве („Les Grecs de l’Empire Ottoman. Etude Statistique et Ethnographique“) в 1878 година пише, че в Ая Марина (Aya Marina), Берска епархия, живеят 150 гърци, а в Агми (Aghmi), също Берска епархия - 100 гърци.
В 1900 година според Васил Кънчов („Македония. Етнография и статистика“) в селото живеят 185 българи християни. По данни на секретаря на Българската екзархия Димитър Мишев („La Macédoine et sa Population Chrétienne“) в 1905 година в Света Марина има 248 българи патриаршисти гъркомани. Според отчет на Солунската българска митрополия в Света Марина работи българско училище с учител Елисавета Коронова от Воден.
Селото пострадва от нападения на гръцки андарти по време на Гръцката въоръжена пропаганда. През февруари 1906 година жителите на селото получават заплашително писмо от капитан Костас Акритас:
| „ | Февруари, 7. 1906 г. До моите братя от селата Мориново, Лековищица и Янчища. Научихме, че сте били гонени от българите-разбойници, които насила искат да се откажете от своята народност и вяра. Учим се, че те са ви принуждавали да протестирате пред европейците срещу войниците на вярата, като лъжете, че те ви преследват. Аз ви моля да си отворите очите. За в бъдеще не правете такива протести. Ония, които не слушат, ще ги накажа. Такива ще бъдат убити; няма да бъдат пощадени и техните жени и деца; телата им ще разкъсваме на парчета. Ще убиваме всеки, който не е с нас. Надявам се, че ще ме разберете и слушате. Ваш брат по вяра Константин Акритас. | “ |

След това през март гръцка чета напада Света Марина, но е отблъсната от селската милиция на ВМОРО като дава 5 убити.

### В Гърция
В 1912 година през Балканската война в селото влизат гръцки войски, а след Междусъюзническата война в 1913 година Света Марина остава в Гърция. При преброяването от 1913 година в селото има 104 мъже и 104 жени.
В „Етнография на Македония“, издадена в 1924 година, Густав Вайганд описва Ая Марина като българо село на българо-гръцката езикова граница:
| „ | Започвайки от североизток, за граница служи Вардар от неговото устие до вливането на Караасмак, след това новопостроеният, а не старият селски път почни наблизо до Верея (Бер) до селата Микрош и Туркохори, едното има смесено население от българи и гърци, след това, следвайки железопътната линия, стига до Няуста (Негуш), която въпреки че е български град, е на път да бъде гърцизирана, защото голяма част от жителите му говорят в семейството си гръцки. Селата Тарман и Ая Марина са български. Гръцките гранични села следователно са Плати, Палйохори, чиито жители са дошли от Кулакия, Гида, Ресна, Пископи (също известен брой български семейства), Кавашла, Ставрос, Микрос или Микровутци, Туркохори (българи и гърци), Яворница, Рупен, Няуста. | “ |

В 1913 година Панайотис Деказос, отговарящ за земеделието при Македонското губернаторство споменава Света Марина като село обитавано от „30 семейства славофони“. Боривое Милоевич пише в 1921 година („Южна Македония“), че Марена има 30 къщи славяни християни.
В селото след 1923 година са заселени гърци бежанци. 1928 година Света Марина е смесено (местно-бежанско) селище със 72 бежански семейства и 237 жители бежанци.
В 1936 година е построена нова църква наречена „Света Марина“, а в 2000 година още една.
Селото е сравнително богато, тъй като землището му се напоява и е плодородно. Основни продукти са овошки - праскови, круши, както и памук, захарно цвекло и други.
| Име           | Име             | Ново име  | Ново име   | Описание                       |
| ------------- | --------------- | --------- | ---------- | ------------------------------ |
| Потистика     | Κραστίσκα       | Кратистос | Κράτιστος  | местност на ЮЗ от Света Марина |
| Долци         | Ντόλτσι         | Гликонери | Γλυκονέρι  |                                |
| Лянго         | Λιάνγγο         | Лянорема  | Λιανόρεμα  | река                           |
| Бело Каравели | Μπελλο Καραβέλη | Муропули  | Μουροπούλι |                                |

| Година    | 1913 | 1920 | 1928 | 1940 | 1951 | 1961 | 1971 | 1981 | 1991 | 2001 | 2011 | 2021 |
| --------- | ---- | ---- | ---- | ---- | ---- | ---- | ---- | ---- | ---- | ---- | ---- | ---- |
| Население | 208  | 216  | 443  | 652  | 809  | 935  | 886  | 964  | 958  | 788  | 864  | 698  |

## Личности
Родени в Света Марина
- Георги Толев (Γεώργιος Τόλια, Георгиос Толя), гръцки андартски деец, четник на Телос Агапинос, учалствал в последното му сражение[18]
- Емануил Тителев (Εμμανουήλ Τιτέλης, Емануил Тителис), гръцки андартски деец, четник и секретар при Георги Сидер между 1904 и 1906 година, арестуван е и лежи 2 години в затвор в Солун[18]